# Hồ Núi Cốc
Hồ Núi Cốc là một hồ nước ngọt nhân tạo tại thành phố Thái Nguyên, tỉnh Thái Nguyên, Việt Nam. Đây là một địa điểm du lịch hấp dẫn của tỉnh Thái Nguyên. Không những thế nó còn được gắn với huyền thoại về chuyện tình nàng Công và chàng Cốc. Hồ Núi Cốc được nhắc đến nhiều khi mà năm du lịch Quốc gia 2007 và 2008 được tổ chức ở Thái Nguyên.

## Vị trí và lịch sử xây dựng

### Vị trí
Hồ Núi Cốc có vị trí phía Đông giáp thành phố Thái Nguyên, phía Nam giáp thành phố Phổ Yên và thành phố Sông Công, phía Tây và phía Bắc giáp huyện Đại Từ. Hồ nằm cách trung tâm thành phố Thái Nguyên 16 km về phía tây. Từ thành phố Thái Nguyên đi qua xã Tân Cương (một xã nổi tiếng với cây chè), sẽ thấy hồ Núi Cốc hiện ra trước mắt. Đây là một vùng du lịch sinh thái gắn với nhiều huyền thoại.

### Lịch sử xây dựng
Hồ Núi Cốc nguyên là một đoạn của sông Công, một trong các phụ lưu của sông Cầu chảy vòng quanh một ngọn núi đất có tên là núi Cốc. Đập Núi Cốc được khởi công xây dựng đầu năm 1972 nhưng do Không quân Mỹ mở chiến dịch Linebacker I đánh phá trở lại miền Bắc Việt Nam nên công trình bị đình hoãn đến đầu năm 1973 mới tái khởi động. Tháng 10 năm 1978, một trận lũ lịch sử trên sông Công có lưu lượng 3.000 mét khối/giây, gấp gần 4 lần lưu lượng xả thiết kế của cửa xả chính và làm vỡ hai vai đập. Công trình Đập Núi Cốc hoàn thành phần đầu mối vào năm 1979 và hoàn thành toàn bộ vào năm 1982.
Đập Núi Cốc thuộc hạng A là hạng đập đất đắp không có lõi chống thấm (theo phân hạng của Bộ Thủy Lợi, nay là Bộ Nông nghiệp và phát triển Nông thôn). Công trình gồm 1 đập chính và 7 đập phụ. Đập chính có cao trình 27m, dài 480m, là loại đập tràn có cửa xả kiểu máng phun với lưu lượng xả tối đa 850 mét khối/giây. Thân đập được làm bằng đắt đắp, đầm hỗn hợp thủ công và đầm lăn cơ giới hạng nhẹ. 7 đập phụ cũng là đập đất đắp không có lõi chống thấm, cao 12,5m. Từ năm 1999, đập được xây thêm 2 khoang xả tràn có lưu tốc xả 585 mét khối/giây. Tổng chiều dài các kênh dẫn dòng cấp I cung cấp nước cho hạ lưu dày 72 km từ cửa cống rộng 195 m.
Đập Núi Cốc tạo ra Hồ Núi Cốc có diện tích mặt nước trung bình 25 km vuông, ở thời điểm lũ tối đa là 32 km vuông; độ sâu 46,2 m, thời điểm cường lũ tối đa là dung tích toàn bộ 175,5 triệu mét khối, dung tích hữu ích 168 triệu mét khối. Hồ-đập Núi Cốc cùng các công trình phụ trợ tạo thành hệ thống thủy lợi Núi Cốc có nhiệm vụ cung cấp nước tưới cho 12 nghìn ha lúa thuộc bốn huyện, thành phố phía nam tỉnh Thái Nguyên và khu công nghiệp Thái nguyên với lưu lượng 30 mét khối/giây; cung cấp nước phục vụ đời sống dân sinh của cư dân thành phố Thái Nguyên với lưu lượng 7,2 mét khối/giây. Tổng lượng nước do Hồ Núi Cốc cung cấp cho Thái Nguyên đạt từ 40 triệu đến 70 triệu mét khối/năm. Trong một số năm hạn hán, Hồ Núi Cốc còn còn tiếp nước cho hệ thống thủy nông Sông Cầu (Bắc Giang) khoảng 30 triệu đến 50 triệu mét khối/năm. Hệ thống thủy lợi Hồ Núi Cốc cũng có tác dụng cắt lũ cho vùng hạ lưu sông Công; chăn nuôi thủy sản và kết hợp du lịch.
Đến năm 2017, sau 35 năm khai thác và sử dụng, thân đập Hồ Núi Cốc đã bị thấm. Chính quyền địa phương đang xác định các phương án sửa chữa khẩn cấp.

## Hình thành và đặc điểm
Hồ Núi Cốc được tạo nên sau khi đập ngăn sông Công được xây dựng trong các năm 1973 đến 1982. Hồ có độ sâu 35 m, diện tích mặt hồ rộng 25 km², dung tích của hồ ước 20-176 triệu m³. Hồ được tạo ra nhằm các mục đích:
- Cung cấp nước tưới cho 12.000 ha đất.
- Cấp 40-70 triệu m³ nước mỗi năm cho công nghiệp
- Giảm nhẹ lũ hạ lưu sông Cầu.
- Đáp ứng dịch vụ du lịch, nghỉ dưỡng và nuôi cá. Cải thiện môi trường[7].

Hồ gồm một đập chính dài 480 m và 7 đập phụ. Mặt hồ rộng mênh mông với hơn 89 hòn đảo lớn nhỏ: đảo rừng xanh, đảo cư trú của những đàn cò, có đảo là quê hương của loài dê, đảo núi Cái nơi trưng bày các cổ vật từ ngàn xưa để lại và đảo đền thờ bà Chúa Thượng Ngàn.

## Du lịch
Đến khu du lịch hồ Núi Cốc, khách tham quan sẽ có cơ hội hưởng thụ nhiều hoạt động dịch vụ vui chơi, giải trí, tham quan và nghỉ dưỡng như:
- Du thuyền trên mặt hồ thăm các đảo.
- Thăm huyền thoại cung (nghe kể truyền thuyết câu chuyện tình thủy chung chàng Cốc - nàng Công).
- Thăm công viên cổ tích, vườn thú, vui chơi ở công viên nước.

Tại đây có hệ thống khách sạn, nhà hàng ăn uống phong phú từ bình dân đến cao cấp, giá cả hợp lý... Trong nhiều năm nay hồ Núi Cốc đã trở thành một địa chỉ tham quan hấp dẫn cho du khách trong và ngoài nước.

## Liên quan
Hồ Núi Cốc được nhắc đến trong bài Huyền thoại hồ Núi Cốc của nhạc sĩ Phó Đức Phương.
Bên cạnh núi Cốc, sông Công, núi Văn, núi Võ, núi Quần Ngựa, nơi đây là chỗ tướng quân Lam Sơn Lưu Nhân Chú luyện binh, tích trữ lương thảo, lấy núi Văn, núi Võ kề bên làm sân tập, lấy nước sông Công nuôi quân để góp phần vào chiến thắng Chi Lăng năm 1427.

## Quy hoạch
Ngày 25-6-2011 thủ tướng chính phủ đã quyết định công bố quy hoạch vùng du lịch quốc gia hồ Núi Cốc đến năm 2020, tầm nhìn đến 2030 và trao giấy chứng nhận đầu tư giai đoạn 1 cho các doanh nghiệp với tổng số vốn đầu tư giai đoạn 1 là 10.000 tỷ đồng.
Theo quy hoạch, vùng Hồ Núi Cốc là khu du lịch trọng điểm quốc gia, khu du lịch sinh thái có quy mô gần 200 km2, gồm 9 xã và 1 thị trấn thuộc thành phố Thái Nguyên và 2 huyện (Phổ Yên, Đại Từ), trong đó diện tích thuộc Thành phố Thái Nguyên trên 5.400 ha, diện tích thuộc huyện Đại Từ trên 10.000 ha và diện tích thuộc huyện Phổ Yên hơn 3.400 ha.
Dự tính đến năm 2020, dân số toàn vùng quy hoạch từ 60,5 đến 62 nghìn người; đến năm 2030 từ 68 đến 70 nghìn người. Vùng du lịch này được định hướng phát triển thành phân vùng phát triển kinh tế bao gồm khu vực phát triển nông nghiệp, lâm nghiệp và thủy sản, vùng trồng chè tập trung, vùng sản xuất nông nghiệp, vùng rừng tự nhiên, phòng hộ và Khu vực phát triển du lịch, thương mại dịch vụ và đô thị.
Toàn bộ vùng du lịch này được chia thành 5 khu chức năng bao gồm: Du lịch, thể thao, thương mại dịch vụ tổng hợp với số vốn đầu tư 850-900 tỷ đồng; Khu giải trí, sân golf, du lịch sinh thái vốn đầu tư 8.100-8.300 tỷ đồng; Trung tâm hành chính mới vốn đầu tư 450-500 tỷ đồng; Khu đô thị và dịch vụ du lịch - Thị trấn Quân Chu.
Các doanh nghiệp đầu tư giai đoạn 1 bao gồm các dự án: Dự án xây dựng hệ thống giao thông và thoát nước quanh Hồ Núi Cốc; Khu du lịch sinh thái và vui chơi có thưởng Hồ Núi Cốc; Khu du lịch sinh thái, nghỉ dưỡng Quốc tế; xây dựng khu du lịch phía Nam Hồ Núi Cốc; du thuyền và hệ thống bến đỗ; Tổ hợp trung tâm du lịch quốc tế, vui chơi và nghỉ dưỡng 5; Khu du lịch sinh thái nghỉ dưỡng Hồ Núi Cốc; đường đô thị Đán - Hồ Núi Cốc.

## Hình ảnh Hồ Núi Cốc

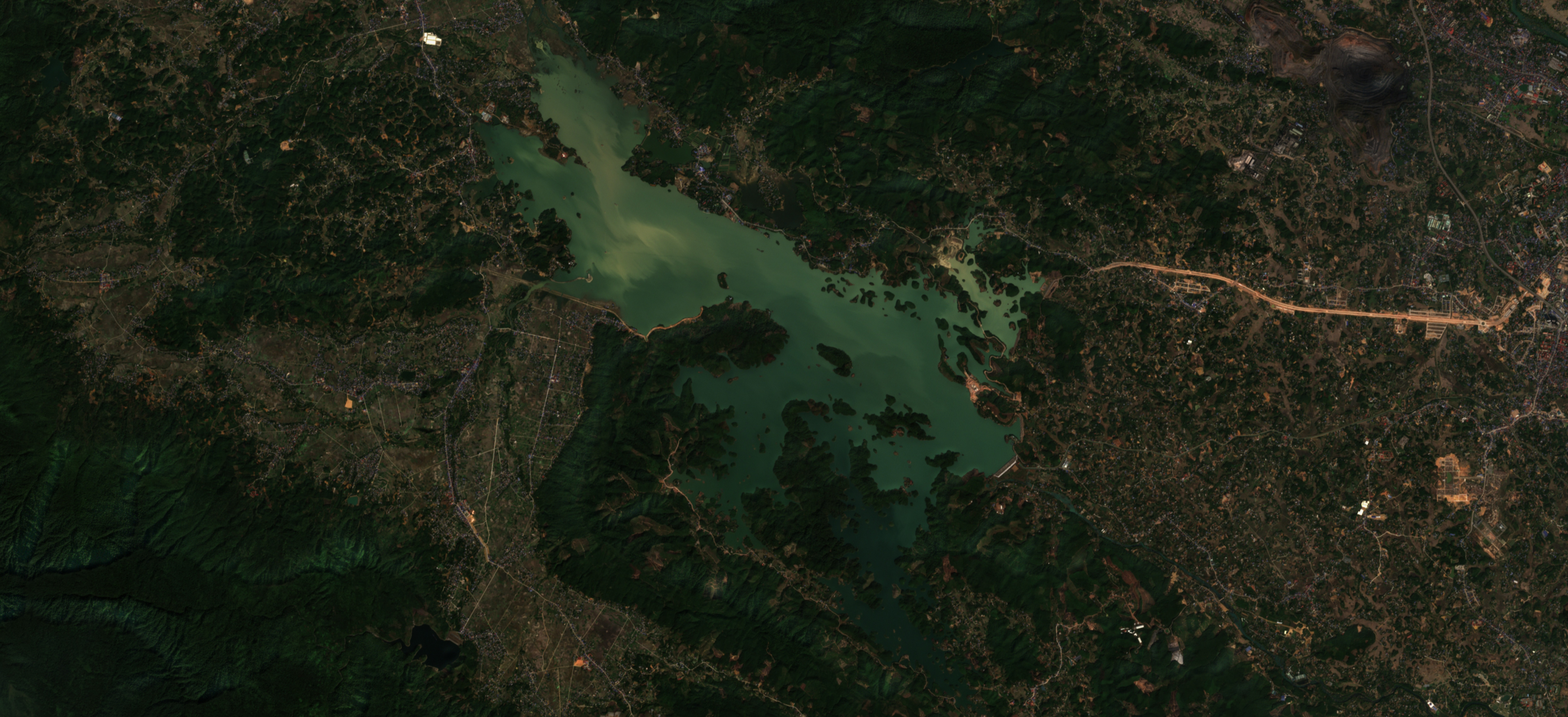
Ảnh vệ tinh khu vực hồ Núi Cốc
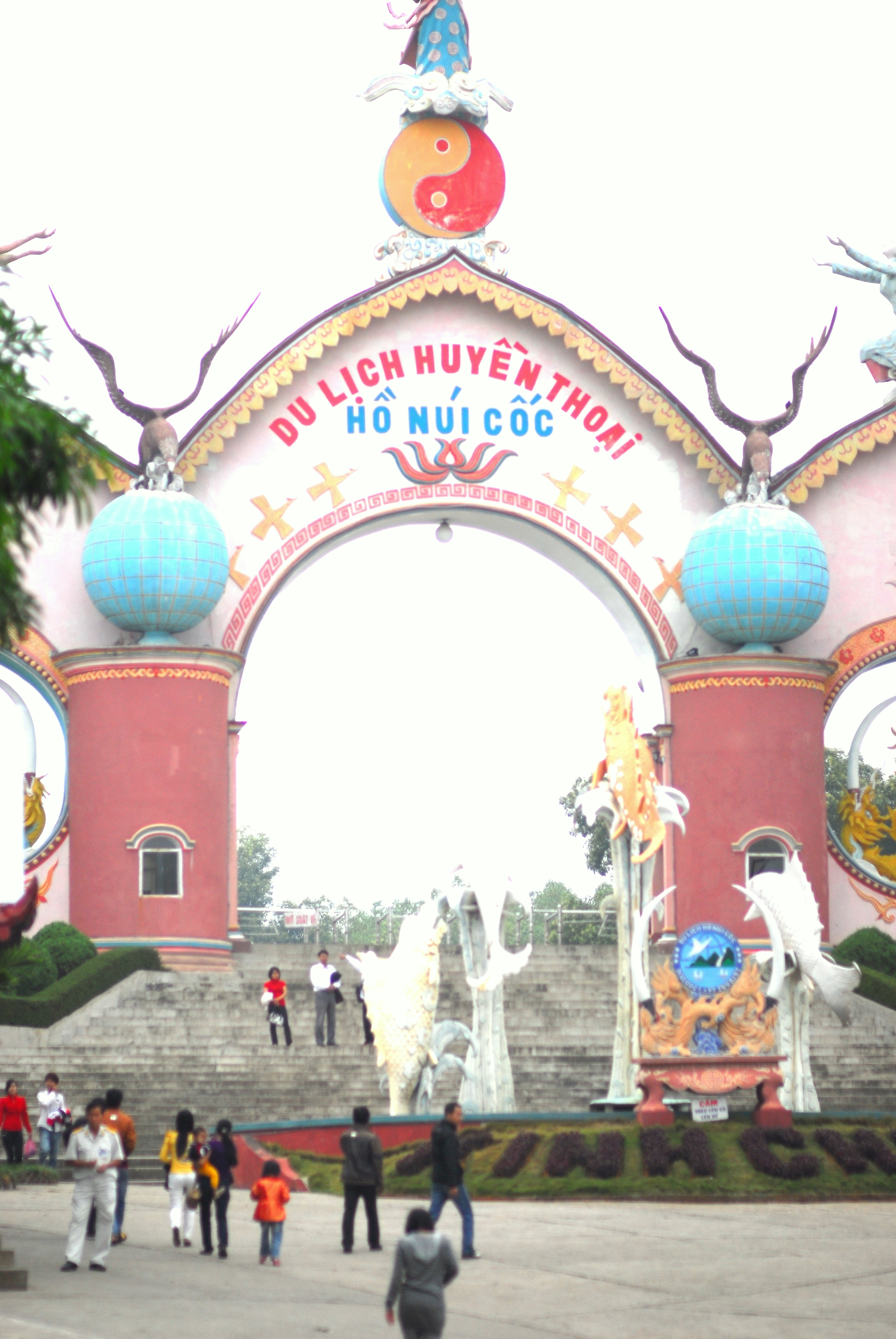
Cổng khu du lịch Hồ Núi Cốc
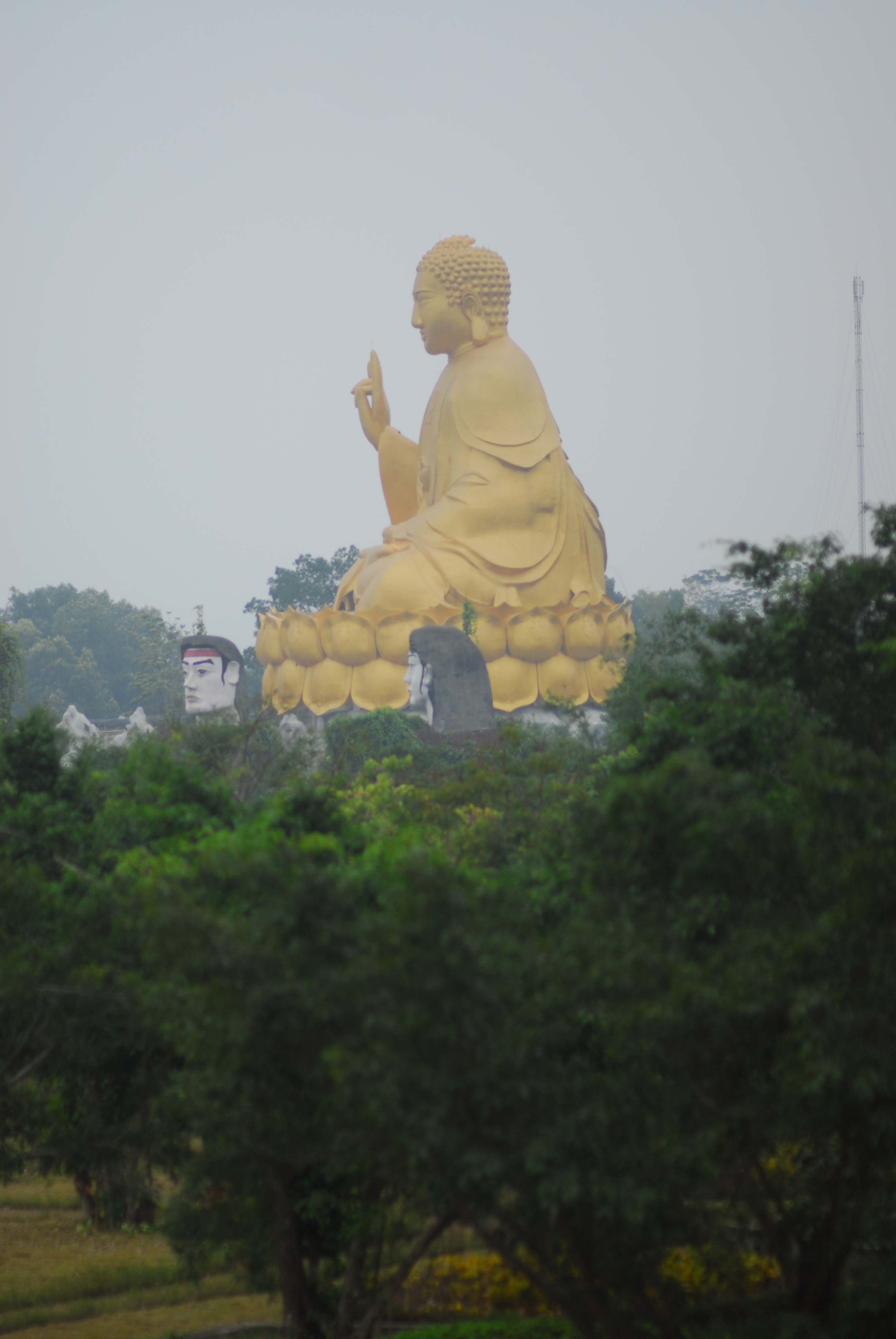
Tượng Phật
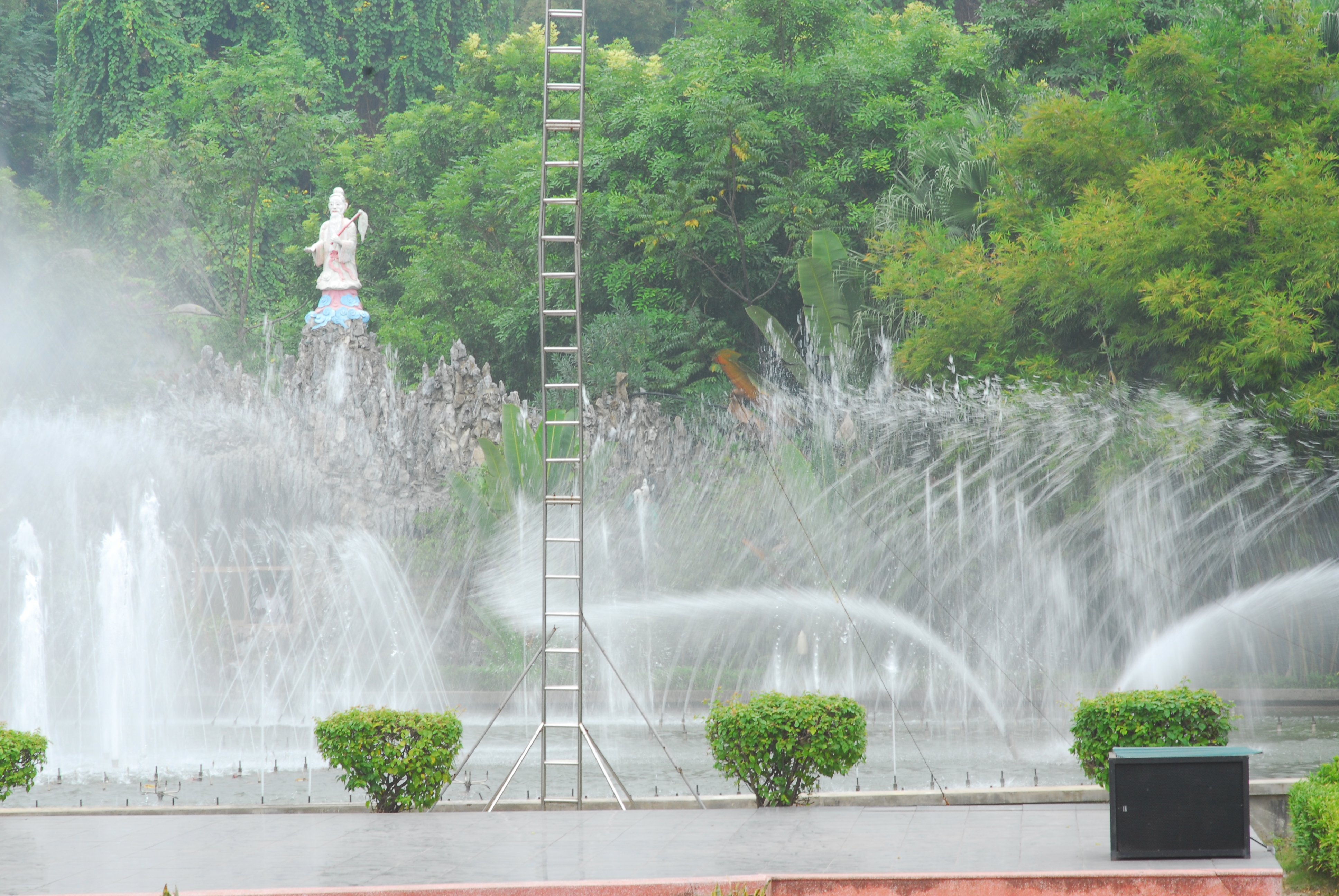
Biểu diễn nhạc nước
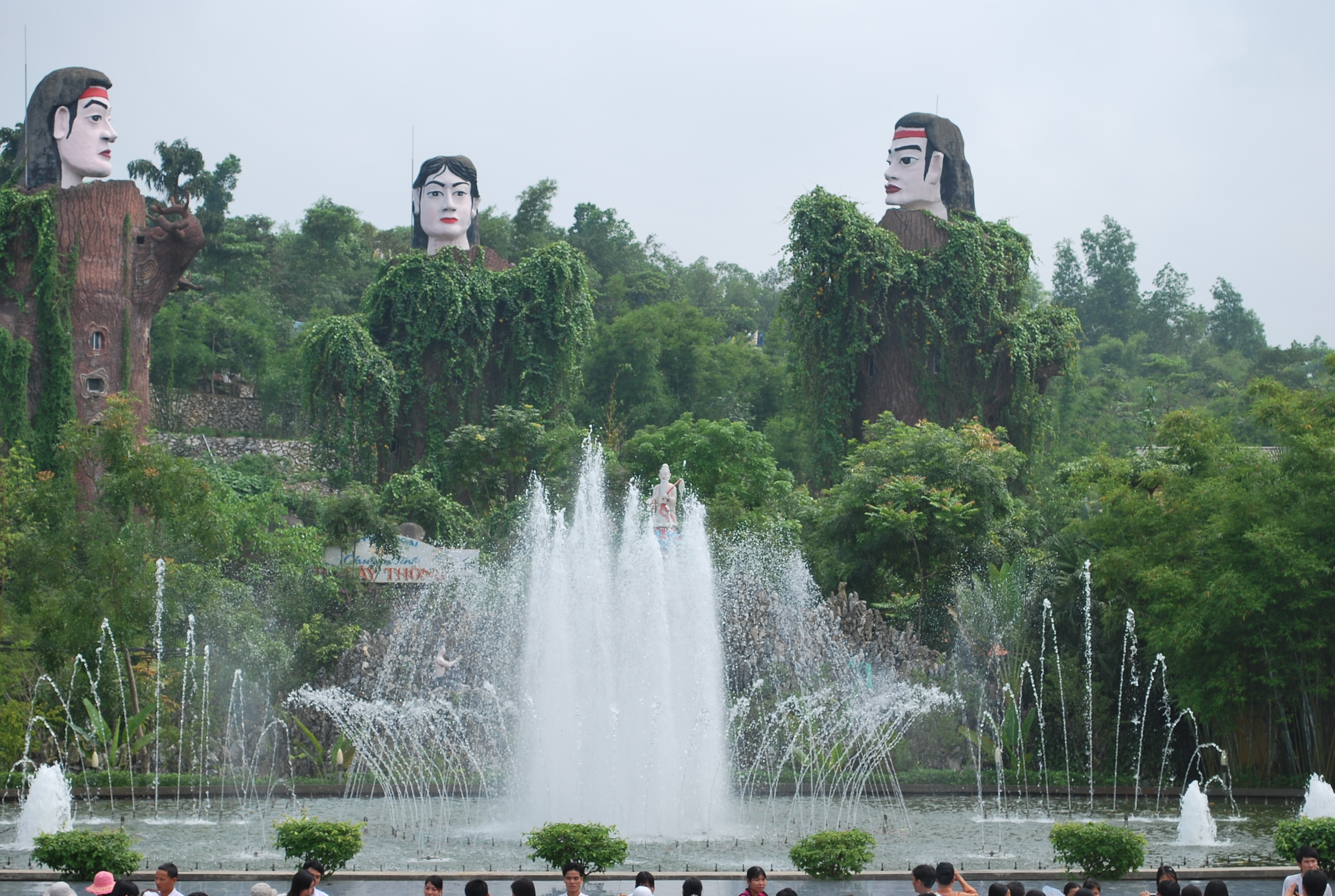
Chuyện tình Ba Cây Thông
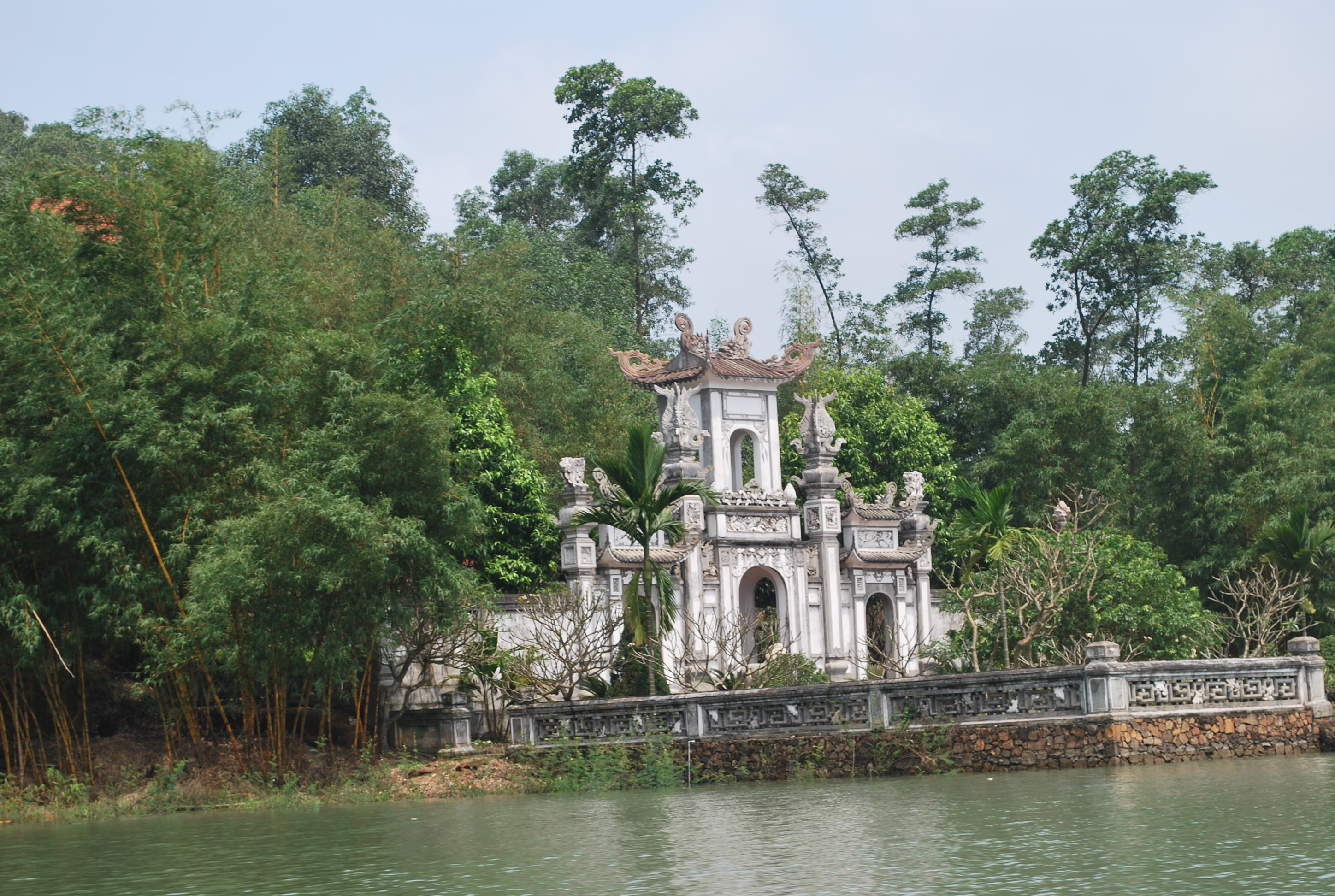
Cổng chính vào nhà cổ 200 năm
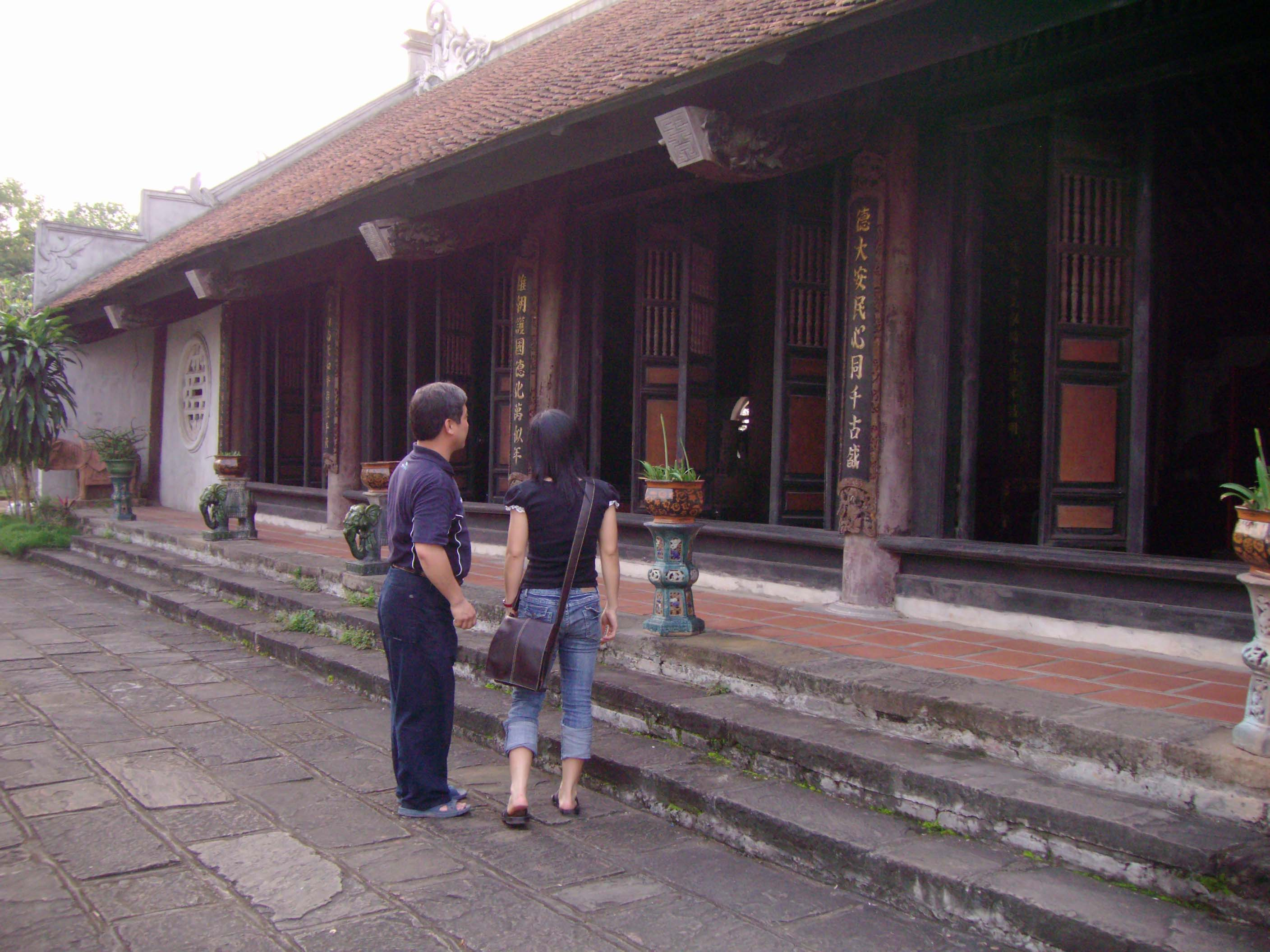
Nhà cổ 200 năm
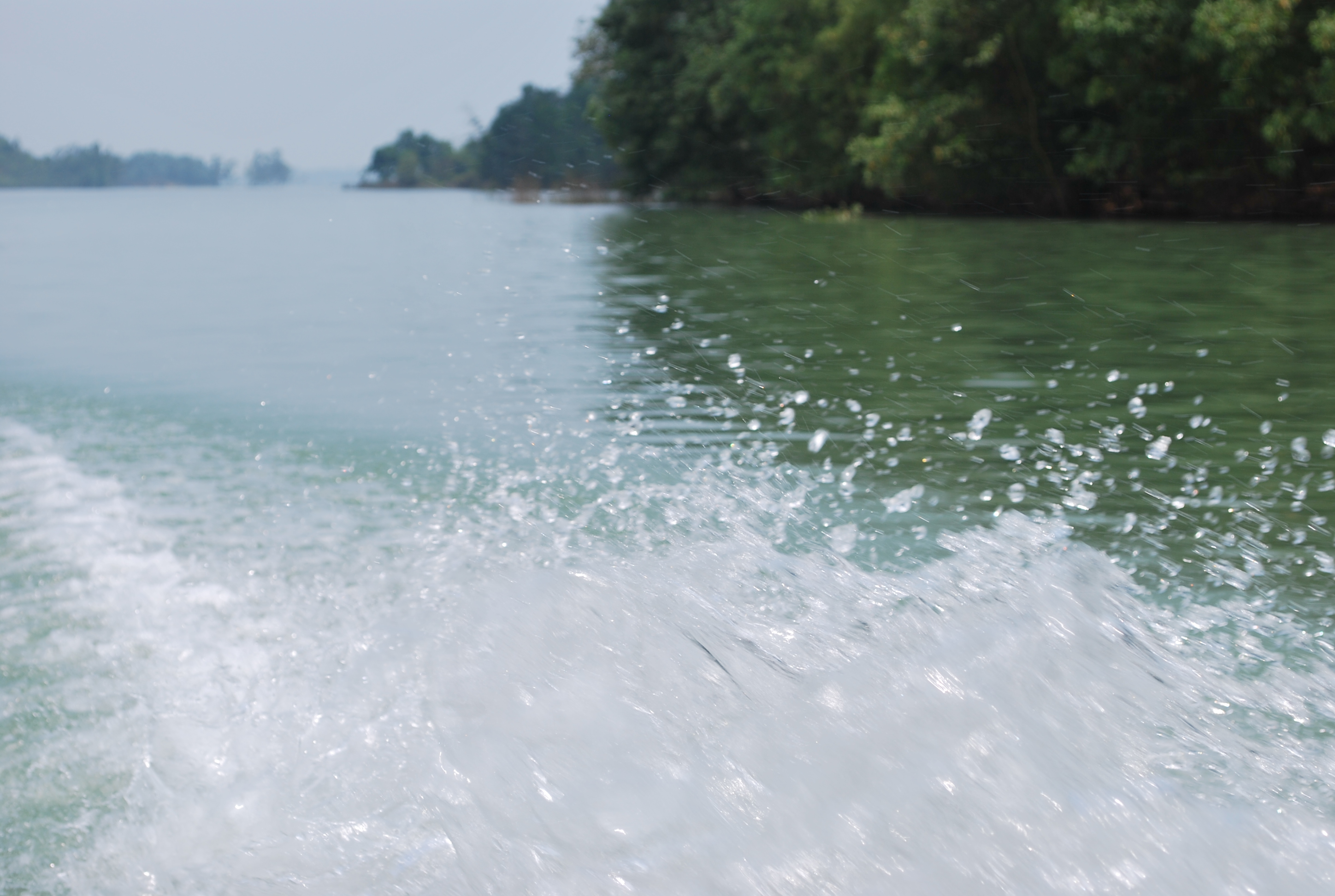
Di chuyển bằng Canô trên Hồ Núi Cốc
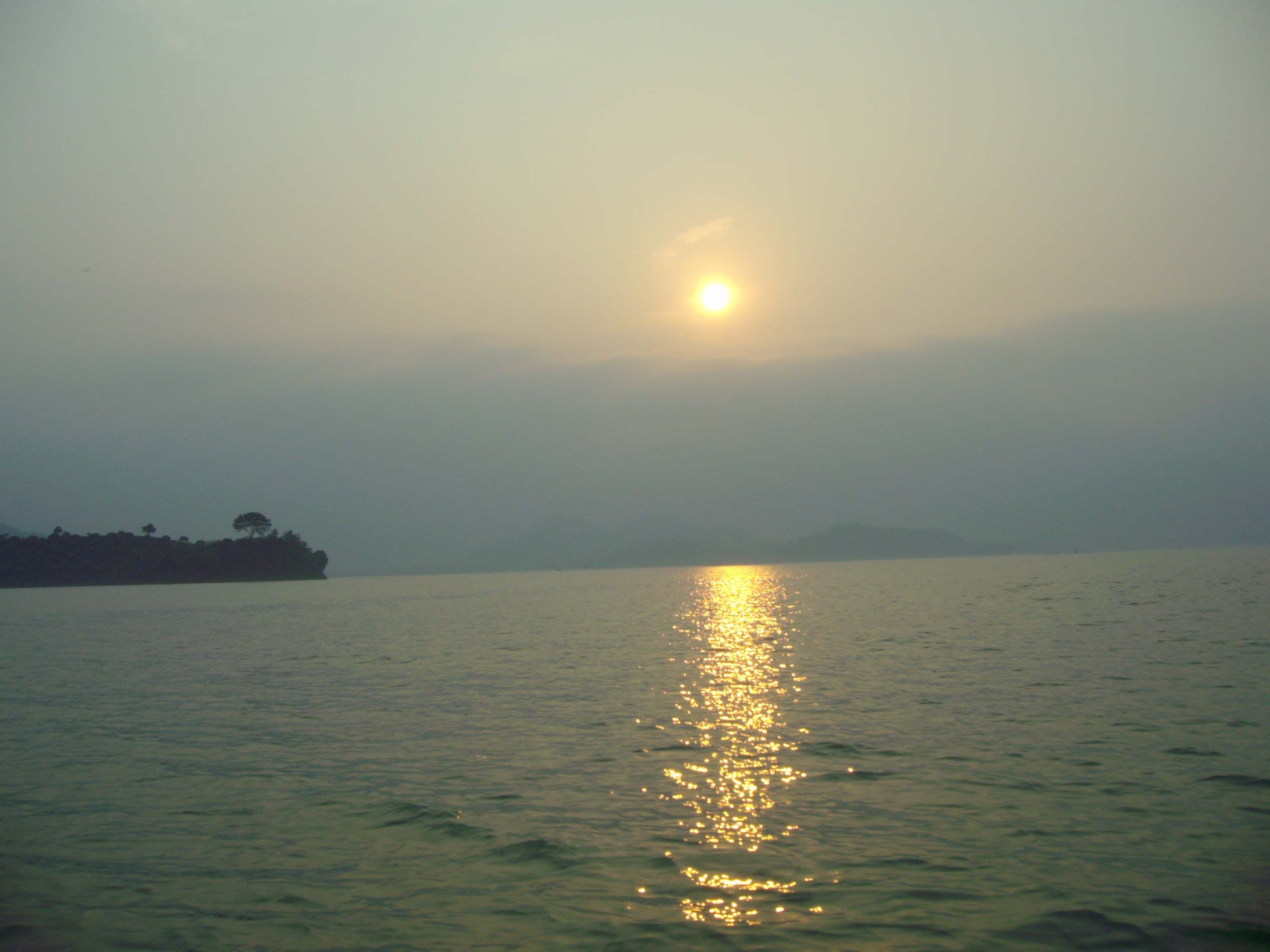
Hoàng hôn trên Hồ Núi Cốc
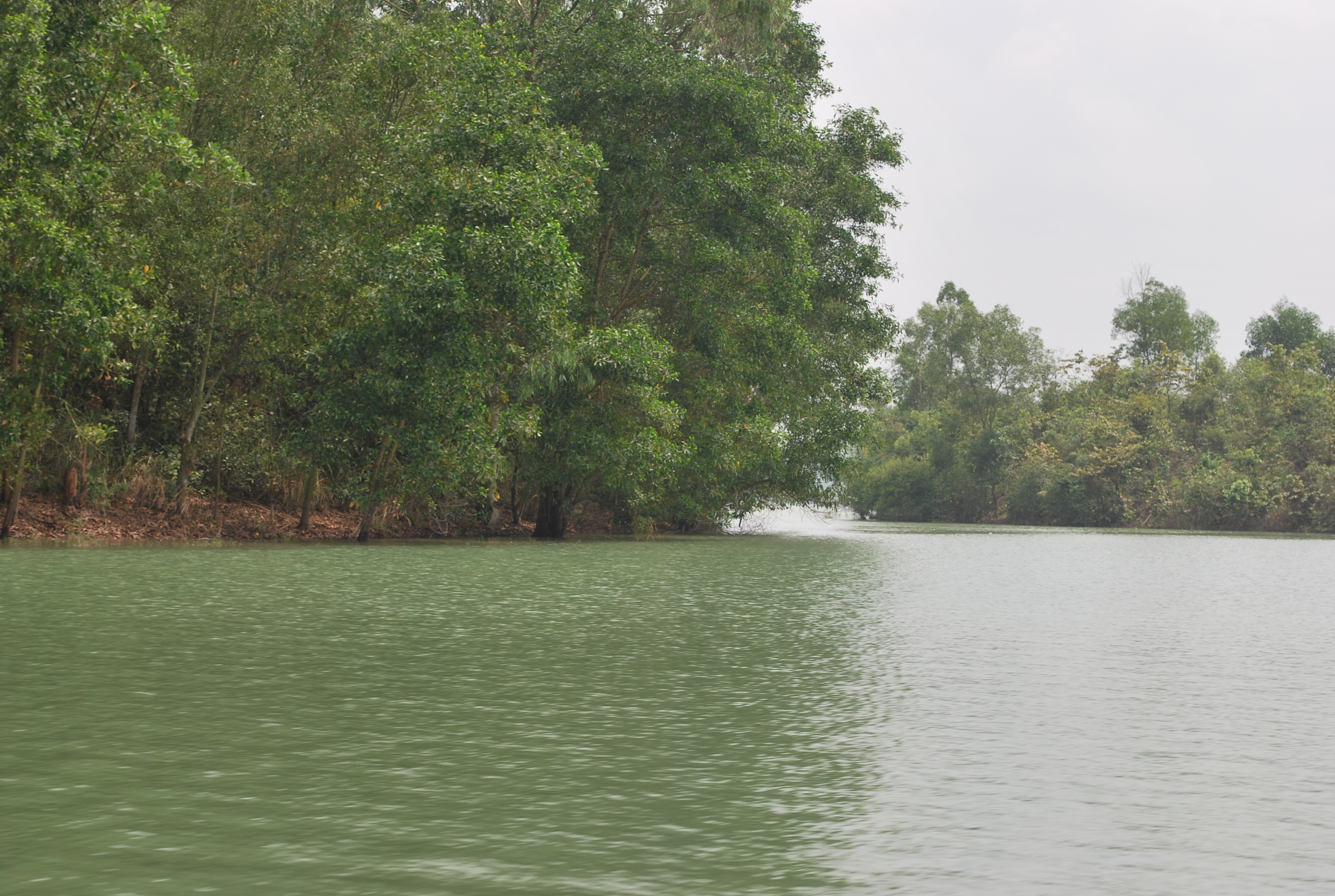
Mặt nước giữa hai hòn đảo
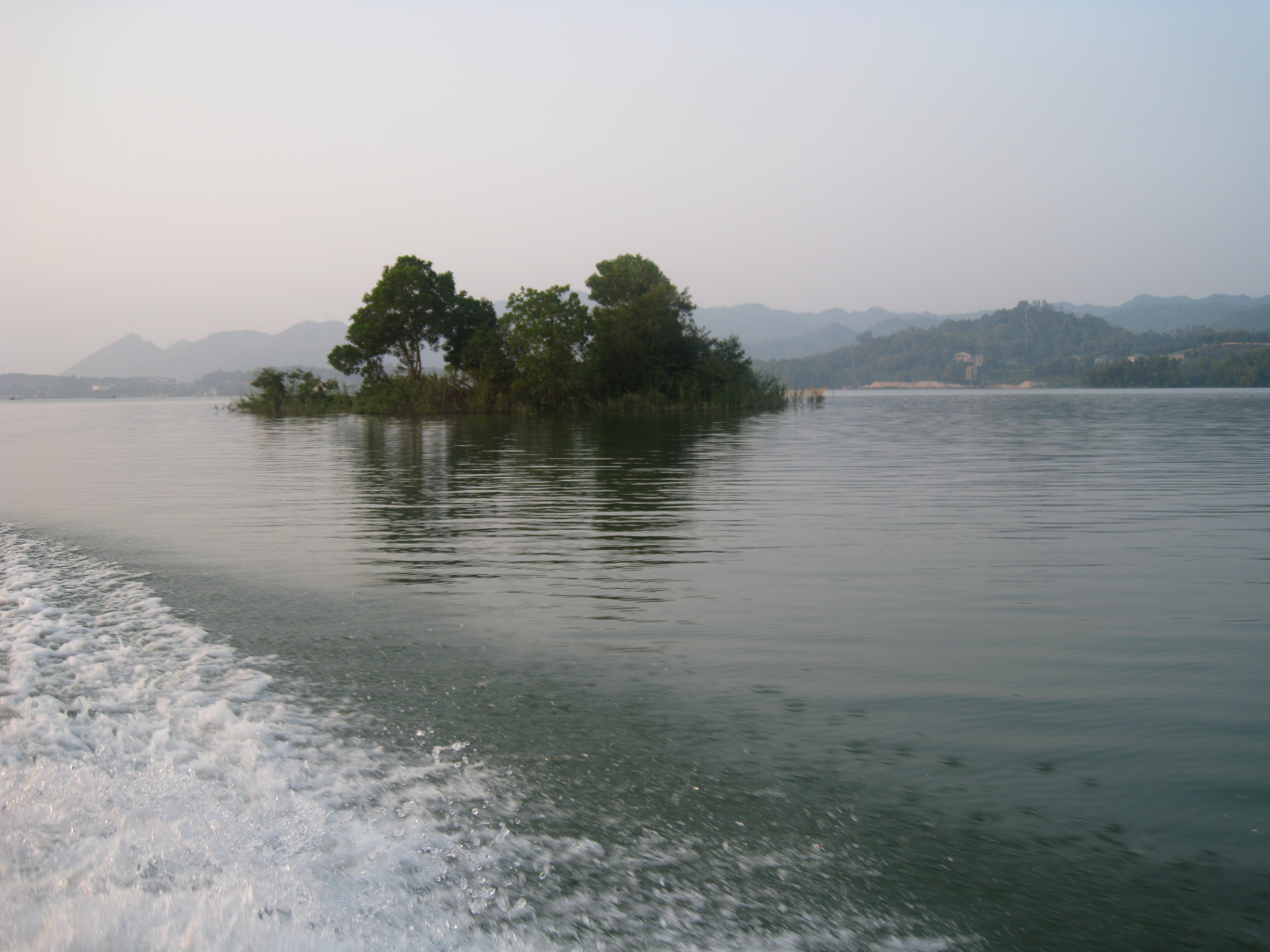
Đảo nhỏ giữa hồ
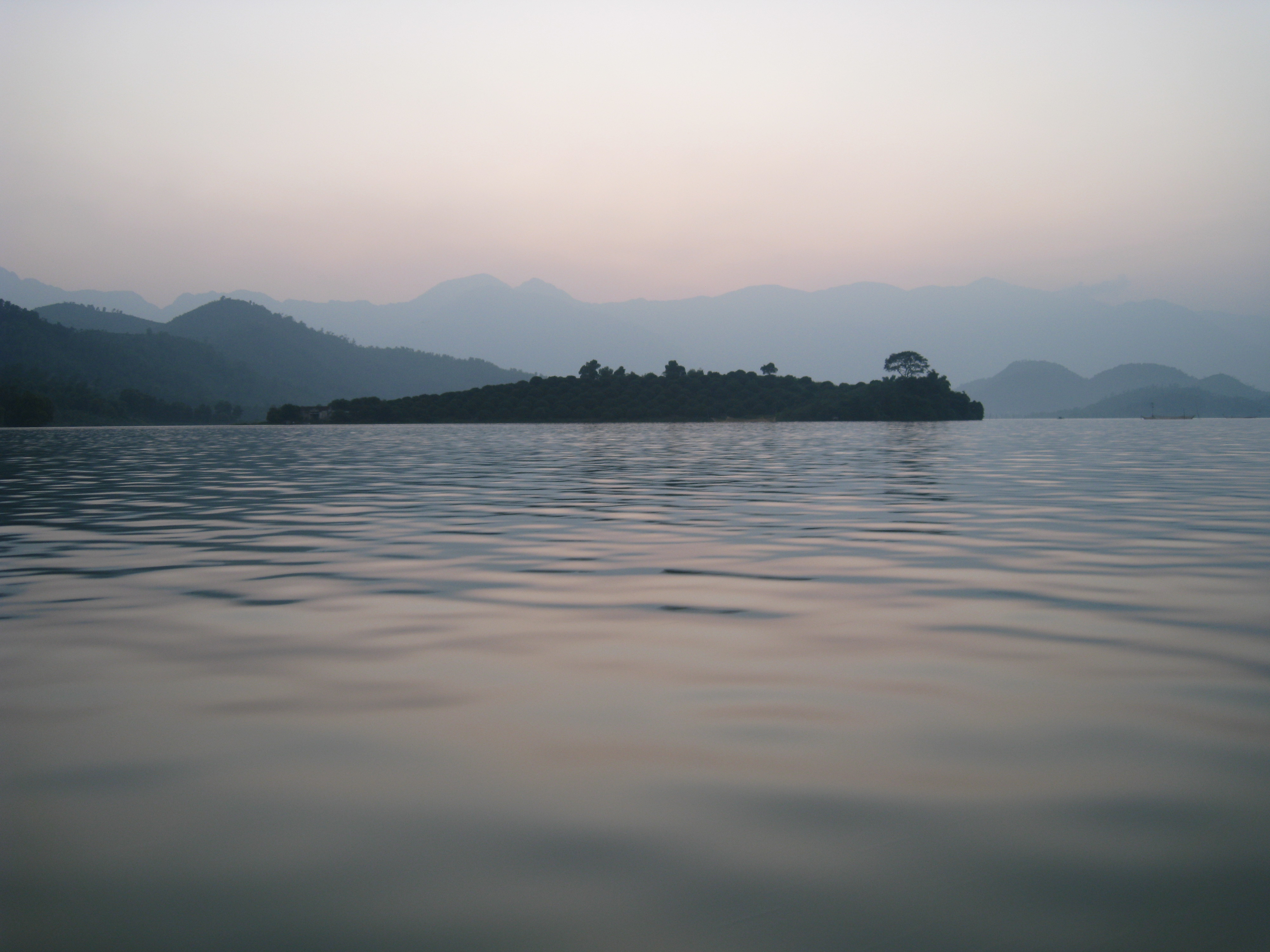
Cảnh hồ và núi